# Big Five (Festival de la Canción de Eurovisión)

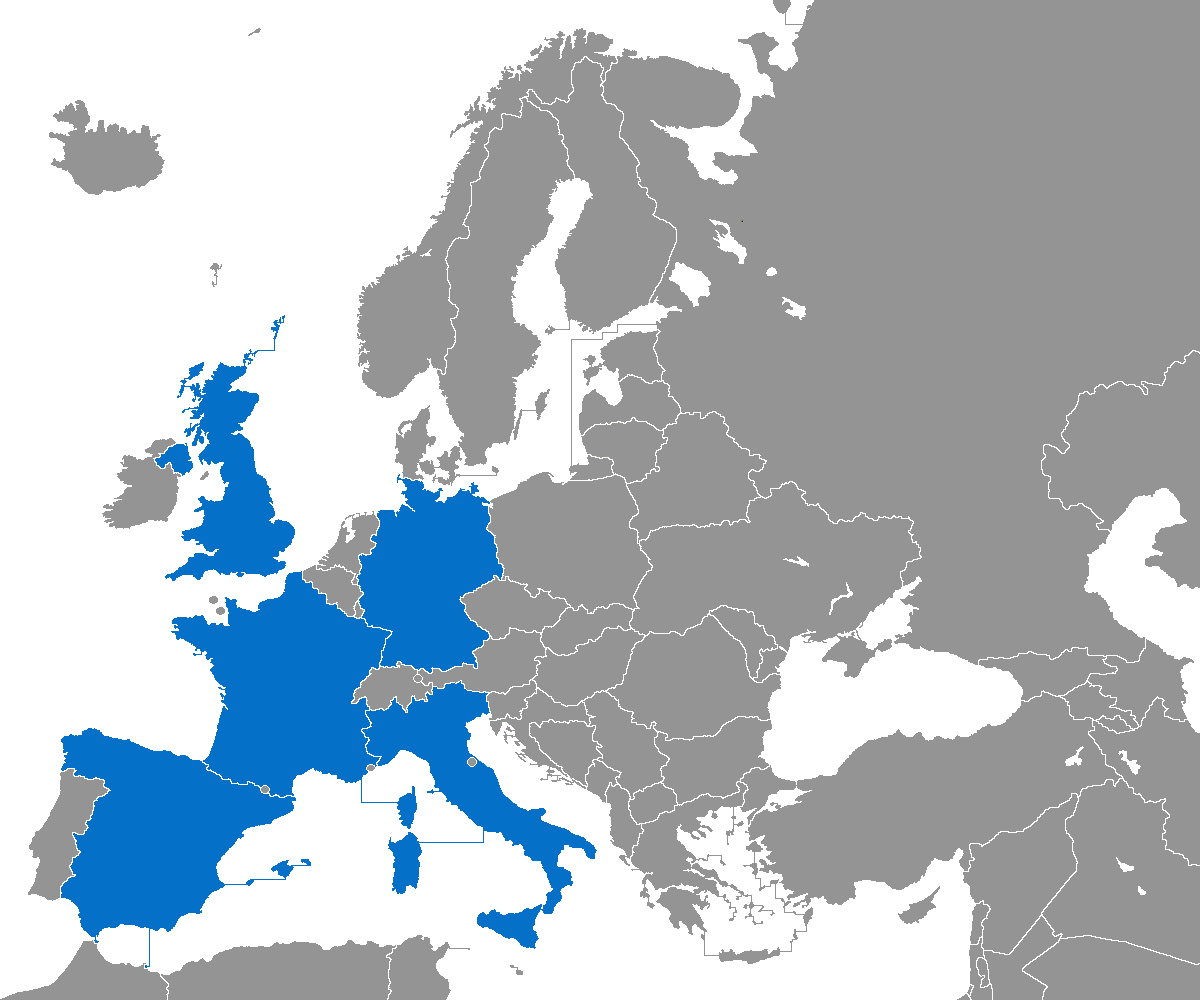
Los cinco grandes coloreados de azul.

Los cinco grandes o Big Five son las locuciones con las que se conoce popularmente y como denominación oficial a los cinco países que más aportan económicamente a la Unión Europea de Radiodifusión (UER).
Estos países son:
- Alemania
- España
- Francia
- Italia
- Reino Unido

## En el Festival de la Canción de Eurovisión
La idea de un grupo privilegiado de países fundamentado en su aporte económico surgió cuando, en 1996, Alemania (socio económico principal de la Unión Europea de Radiodifusión) quedó fuera de participar en la edición de ese año, tras no superar la clasificación previa. Su ausencia provocó un problema económico significativo a la UER y a la organización, por lo que se decidió que los países que hicieran el aporte económico mayor, no solo al festival sino también a la generalidad de actividades de la UER, tendrían siempre un lugar en el evento, sin importar su calificación anterior (entre 2000 y 2003), y tras la introducción de las semifinales, un lugar asegurado en la final.
En el Festival de la Canción de Eurovisión, los cinco grandes, reconociendo su labor de sostén económico primordial de la UER, tienen acceso directo a la final, sin pasar por las semifinales previas, teniendo además derecho a voto en una de ellas, junto al país anfitrión.
Entre 2000 y 2010, Italia no participaba en el Festival de la Canción de Eurovisión, por lo que a efectos del concurso era denominado Big Four. Italia retornó al festival en la edición de 2011, por lo que se extendió el término Big Five a todos los efectos.
La existencia de este grupo ha provocado cierto desagrado en algunos países participantes. Por ejemplo, en 2013 Turquía manifestó su decisión de no participar en el certamen alegando, entre otros motivos, la clasificación directa de estos cinco países a la final.
Desde la introducción de las semifinales, solamente en 23 de un total de 83 participaciones entre los cinco han conseguido finalizar entre los 10 mejores: 9 veces Italia (2011, 2012, 2013, 2015, 2017, 2018, 2019, 2021, 2022), 4 Alemania (2004, 2010, 2012, 2018), España (2004, 2012, 2014, 2022) y Francia (2009, 2016, 2021) y 2 Reino Unido (2009, 2022). Por el contrario, en más de la mitad de sus participaciones totales han acabado en el puesto 20 o peor, incluyendo hasta diez últimas posiciones (Alemania en 2005, 2015, 2016 y 2022; Francia en 2014, por primera vez en su historia en el Festival; Reino Unido en 2008, 2010, 2019 y 2021 y España en 2017; siendo Italia el único del grupo que nunca ha finalizado último, con su peor resultado en 2014 en el puesto 21), y consiguiendo en 38 de las 83 participaciones una puntuación menor de 50 puntos, lo que ha llevado en algunos casos a replantearse si la existencia del Big Five beneficia o perjudica a estos países. Desde su creación cuando se introdujo una semifinal, Alemania ha conseguido una media de 63 puntos por edición hasta el cambio del sistema de votación, donde tiene un media de 65 puntos; España una media de 47 puntos por festival hasta el cambio del sistema de votación, donde tiene un media de 110 puntos; Francia alcanza una media de 36 puntos por participación hasta el cambio del sistema de votación, donde tiene un media de 198 puntos; Italia es el que mayor puntuación total alcanza, con 148 puntos de media desde su inclusión en el Big Five hasta el cambio del sistema de votación, donde tiene un media de 338 puntos; y finalmente Reino Unido con una media de 39 puntos hasta el cambio del sistema de votación, donde tiene un media de 116 puntos.
De las últimas diez ediciones del Festival, el país que ha finalizado en última posición pertenecía a los cinco grandes en ocho ocasiones (2014, 2015, 2016, 2017, 2019, 2021, 2022 y 2023). Desde la introducción de las semifinales, Reino Unido (2003, 2008, 2010, 2019, 2021) y Alemania (2005, 2015, 2016, 2022, 2023) son los países que más veces han ocupado la última posición, seguidos de Francia (2014) y España (2017).
En 2018, Alemania consiguió romper su mala racha de últimas posiciones y acabó en la 4ª posición con Michael Schulte y su canción "You Let Me Walk Alone", su segunda mejor posición desde el año 2000, tan solo por detrás del año en que se proclamó ganadora del festival. Por el contrario, Francia, que partía como una de las grandes favoritas, no logró quedar entre los diez primeros. Por otra parte, en el Festival de 2021 mientras que Italia y Francia alcanzaban sus mejores resultados históricos desde la constitución del Big Five (1º y 2º respectivamente), Reino Unido, Alemania y España ocuparon las tres últimas posiciones de la tabla, con Reino Unido y Alemania repitiendo las mismas posiciones que en el anterior festival y con el representante británico, James Newman, cosechando 0 puntos tanto por parte del televoto como por parte del jurado.
En 2022, España y Reino Unido alcanzaron su mejor posición histórica desde la introducción del Big Five (3º y 2º respectivamente), con ambos países además rompiendo su marca de puntuación (125 para España con Mocedades en 1973 y 227 para Reino Unido con Katrina & The Waves en 1997) mientras que Alemania y Francia ocuparon las dos últimas posiciones de la tabla, con Alemania acabando por tercera vez consecutiva en el puesto 25º. En 2023, Italia fue el único del Big Five que acabó entre los cinco primeros, mientras que Alemania repitió en última posición, igualando a Reino Unido en número de veces.

## Victorias en Eurovisión
El primer ganador fue Francia con André Claveau (el primer ganador masculino del festival). En la edición de 1969 acaecida en Madrid después de que Massiel ganara el año precedente, 3 países del Big Five empataron (Francia, España y Reino Unido) junto a Países Bajos. Además, ese año también fue el primero en el cual ganaba el propio anfitrión, España, y además siendo éste el primer y hasta la fecha único país de los cinco grandes que ha ganado en su propio territorio.
Hasta el momento y desde que se creó oficialmente su denominación, solamente en dos ocasiones se ha proclamado ganador un miembro de los cinco grandes: en 2010 lo hizo Alemania con Lena y en 2021 hizo lo propio Italia con Måneskin. En 2016, se formó revuelo cuando el productor ejecutivo del Festival de la Canción de Eurovisión 2016 sugirió que «Reino Unido debería renunciar a pertenecer al Big Five si quería empezar a obtener mejores resultados y elegir mejores canciones».
España es el país de este grupo con el intervalo de tiempo más largo desde su última victoria (en 1969), seguido de: Francia (1977), Reino Unido (1997), Alemania (2010) e Italia (2021). 
| Año  | País        | Canción                   | Idioma   | Intérprete          | Pts | Margen | Segundo lugar   | Fecha               | Ciudad sede |
| ---- | ----------- | ------------------------- | -------- | ------------------- | --- | ------ | --------------- | ------------------- | ----------- |
| 1958 | Francia     | «Dors, mon amour»         | Francés  | André Claveau       | 27  | 3      | Suiza           | 12 de marzo de 1958 | Hilversum   |
| 1960 | Francia     | «Tom Pillibi»             | Francés  | Jacqueline Boyer    | 32  | 7      | Reino Unido     | 25 de marzo de 1960 | Londres     |
| 1962 | Francia     | «Un premier amour»        | Francés  | Isabelle Aubret     | 26  | 13     | Mónaco          | 18 de marzo de 1962 | Luxemburgo  |
| 1964 | Italia      | «Non ho l'età»            | Italiano | Gigliola Cinquetti  | 49  | 32     | Reino Unido     | 21 de marzo de 1964 | Copenhague  |
| 1967 | Reino Unido | «Puppet on a String»      | Inglés   | Sandie Shaw         | 47  | 25     | Irlanda         | 8 de abril de 1967  | Viena       |
| 1968 | España      | «La, la, la»              | Español  | Massiel             | 29  | 1      | Reino Unido     | 6 de abril de 1968  | Londres     |
| 1969 | España      | «Vivo cantando»           | Español  | Salomé              | 18  | -      | -               | 29 de marzo de 1969 | Madrid      |
| 1969 | Reino Unido | «Boom Bang-a-Bang»        | Inglés   | Lulu                | 18  | -      | -               | 29 de marzo de 1969 | Madrid      |
| 1969 | Francia     | «Un jour, un enfant»      | Francés  | Frida Boccara       | 18  | -      | -               | 29 de marzo de 1969 | Madrid      |
| 1976 | Reino Unido | «Save Your Kisses for Me» | Inglés   | Brotherhood of Man  | 164 | 17     | Francia         | 3 de abril de 1976  | La Haya     |
| 1977 | Francia     | «L'oiseau et l'enfant»    | Francés  | Marie Myriam        | 136 | 15     | Reino Unido     | 7 de mayo de 1977   | Londres     |
| 1981 | Reino Unido | «Making Your Mind Up»     | Inglés   | Bucks Fizz          | 136 | 4      | Alemania        | 4 de abril de 1981  | Dublín      |
| 1982 | Alemania    | «Ein bißchen Frieden»     | Alemán   | Nicole              | 161 | 61     | Israel          | 24 de abril de 1982 | Harrogate   |
| 1990 | Italia      | «Insieme: 1992»           | Italiano | Toto Cutugno        | 149 | 17     | Irlanda Francia | 5 de mayo de 1990   | Zagreb      |
| 1997 | Reino Unido | «Love Shine a Light»      | Inglés   | Katrina & The Waves | 227 | 70     | Irlanda         | 3 de mayo de 1997   | Dublín      |
| 2010 | Alemania    | «Satellite»               | Inglés   | Lena                | 246 | 76     | Turquía         | 29 de mayo de 2010  | Oslo        |
| 2021 | Italia      | «Zitti E Buoni»           | Italiano | Måneskin            | 524 | 25     | Francia         | 22 de mayo de 2021  | Róterdam    |

## Mayores puntuaciones
| Año  | País        | Canción                     | Idioma          | Intérprete                 | Pts | Puesto |
| ---- | ----------- | --------------------------- | --------------- | -------------------------- | --- | ------ |
| 2021 | Italia      | «Zitti E Buoni»             | Italiano        | Måneskin                   | 524 | 1º     |
| 2021 | Francia     | «Voilà»                     | Francés         | Barbara Pravi              | 499 | 2º     |
| 2019 | Italia      | «Soldi»                     | Italiano        | Mahmood                    | 472 | 2º     |
| 2022 | Reino Unido | «Space Man»                 | Inglés          | Sam Ryder                  | 466 | 2º     |
| 2022 | España      | «SloMo»                     | Español, Inglés | Chanel                     | 459 | 3º     |
| 2024 | Francia     | «Mon Amour»                 | Francés         | Slimane                    | 445 | 4º     |
| 2023 | Italia      | «Due Vite»                  | Italiano        | Marco Mengoni              | 350 | 4º     |
| 2018 | Alemania    | «You Let Me Walk Alone»     | Inglés          | Michael Schulte            | 340 | 4º     |
| 2017 | Italia      | «Occidentali's Karma»       | Italiano        | Francesco Gabbani          | 334 | 6º     |
| 2018 | Italia      | «Non Mi Avete Fatto Niente» | Italiano        | Ermal Meta y Fabrizio Moro | 308 | 5º     |

### 12 puntos recibidos
| Edición                                                        | Big Five | Big Five | Big Five | Big Five | Big Five |
| Edición                                                        | Francia | Alemania | Italia | España | Reino Unido |
| -------------------------------------------------------------- | --- | --- | --- | --- | --- |
| Estocolmo 2000                                                 | - | Austria España Suiza                                                                                                  | No participó | - | - |
| Copenhague 2001                                                | Bosnia y Herzegovina Portugal Rusia | - | No participó | Israel | - |
| Tallin 2002                                                    | Finlandia | - | No participó | Bélgica Francia Suiza | Austria |
| Riga 2003                                                      | - | - | No participó | Israel Portugal | - |
| Estambul 2004                                                  | - | - | No participó | - | - |
| Kiev 2005                                                      | - | - | No participó | Andorra | - |
| Atenas 2006                                                    | - | - | No participó | Andorra | - |
| Helsinki 2007                                                  | - | - | No participó | Albania | Malta |
| Belgrado 2008                                                  | - | Bulgaria | No participó | Andorra | - |
| Moscú 2009                                                     | - | - | No participó | Andorra | Grecia |
| Oslo 2010                                                      | - | Dinamarca Eslovaquia Estonia España Finlandia Letonia Noruega Suecia Suiza                                            | No participó | Portugal | - |
| Düsseldorf 2011                                                | Bélgica Grecia | - | Albania España Letonia San Marino | Francia Portugal | Bulgaria |
| Bakú 2012                                                      | - | - | - | Portugal | - |
| Malmö 2013                                                     | - | - | Albania España Suiza | - | - |
| Copenhague 2014                                                | - | - | Malta | Albania | - |
| Viena 2015                                                     | - | - | Albania Chipre España Grecia Israel Malta Portugal Rumanía Rusia | - | - |
| nuevo sistema de votación (cambio respecto al de 1975 al 2015) | | | | | |
| Estocolmo 2016                                                 | Armenia (Jurado) Israel (Televoto) | - | Francia (Jurado) Noruega (Jurado) | Italia (Jurado) | Malta (Jurado) |
| Kiev 2017                                                      | Bulgaria (Televoto) | - | Albania (Jurado) Malta (Jurado) Albania (Televoto) Malta (Televoto) | - | Australia (Jurado) |
| Lisboa 2018                                                    | Ucrania (Jurado) | Dinamarca (Jurado) Noruega (Jurado) Países Bajos (Jurado) Suiza (Jurado) Dinamarca (Televoto) Países Bajos (Televoto) | Albania (Jurado) Albania (Televoto) Alemania (Televoto) Malta (Televoto) | Portugal (Televoto) | - |
| Tel Aviv 2019                                                  | - | - | Alemania (Jurado) Bélgica (Jurado) Croacia (Jurado) Macedonia del Norte (Jurado) Malta (Jurado) San Marino (Jurado) Croacia (Televoto) España (Televoto) Malta (Televoto) Suiza (Televoto) | Portugal (Televoto) | - |
| Róterdam 2020                                                  | Edición cancelada por la pandemia de COVID-19 | Edición cancelada por la pandemia de COVID-19                                                                         | Edición cancelada por la pandemia de COVID-19 | Edición cancelada por la pandemia de COVID-19 | Edición cancelada por la pandemia de COVID-19 |
| Róterdam 2021                                                  | Alemania (Jurado) España (Jurado) Irlanda (Jurado) Países Bajos (Jurado) Reino Unido (Jurado) San Marino (Jurado) Serbia (Jurado) Suiza (Jurado) Bélgica (Televoto) España (Televoto) Países Bajos (Televoto) Portugal (Televoto) | - | Croacia (Jurado) Eslovenia (Jurado) Georgia (Jurado) Ucrania (Jurado) Bulgaria (Televoto) Malta (Televoto) San Marino (Televoto) Serbia (Televoto) Ucrania (Televoto)                      | - | - |
| Turín 2022                                                     | - | - | Albania (Jurado) Eslovenia (Jurado) | Armenia (Jurado) Australia (Jurado) Irlanda (Jurado) Malta (Jurado) Macedonia del Norte (Jurado) Portugal (Jurado) San Marino (Jurado) Suecia (Jurado) Grecia (Televoto) | Alemania (Jurado) Austria (Jurado) Azerbaiyán (Jurado) Bélgica (Jurado) Francia (Jurado) Georgia (Jurado) República Checa (Jurado) Ucrania (Jurado) Malta (Televoto) |
| Liverpool 2023                                                 | - | - | Austria (Jurado) Croacia (Jurado) Eslovenia (Jurado) Rumanía (Jurado) San Marino (Jurado) Albania (Televoto) Malta (Televoto)                                                              | - | - |
| Malmö 2024                                                     | Armenia (Jurado) Bélgica (Jurado) Eslovenia (Jurado) Islandia (Jurado) Armenia (Televoto) | - | - | - | - |
| Basilea 2025                                                   | Albania (Jurado) Armenia (Jurado) Grecia (Jurado) Luxemburgo (Jurado) Serbia (Jurado) | Chequia (Jurado) Ucrania (Jurado) Austria (Televoto)                                                                  | Croacia (Jurado) Georgia (Jurado) Portugal (Jurado) San Marino (Jurado) Eslovenia (Jurado) Suiza (Jurado) Eslovenia (Televoto)                                                             | - | Italia (Jurado) |

## Posición desde la introducción de semifinales
| Edición                                                        | Big Five                                      | Big Five                                      | Big Five                                      | Big Five                                      | Big Five                                      | Big Five                                      | Big Five                                      | Big Five                                      | Big Five                                      | Big Five                                      |
| Edición                                                        | Francia                                       | Puntos                                        | Alemania                                      | Puntos                                        | Italia                                        | Puntos                                        | España                                        | Puntos                                        | Reino Unido                                   | Puntos                                        |
| -------------------------------------------------------------- | --------------------------------------------- | --------------------------------------------- | --------------------------------------------- | --------------------------------------------- | --------------------------------------------- | --------------------------------------------- | --------------------------------------------- | --------------------------------------------- | --------------------------------------------- | --------------------------------------------- |
| Estocolmo 2000                                                 | 23°                                           | 5                                             | 5°                                            | 96                                            | No participó                                  | No participó                                  | 18°                                           | 18                                            | 16°                                           | 28                                            |
| Copenhague 2001                                                | 4°                                            | 142                                           | 8°                                            | 66                                            | No participó                                  | No participó                                  | 6°                                            | 76                                            | 15°                                           | 28                                            |
| Tallin 2002                                                    | 5°                                            | 104                                           | 21°                                           | 17                                            | No participó                                  | No participó                                  | 7°                                            | 81                                            | 3°                                            | 111                                           |
| Riga 2003                                                      | 18°                                           | 19                                            | 11°                                           | 53                                            | No participó                                  | No participó                                  | 8°                                            | 81                                            | 26°                                           | 0                                             |
| introducción de una semifinal                                  |                                               |                                               |                                               |                                               |                                               |                                               |                                               |                                               |                                               |                                               |
| Estambul 2004                                                  | 15°                                           | 40                                            | 8°                                            | 93                                            | No participó                                  | No participó                                  | 10°                                           | 87                                            | 16°                                           | 29                                            |
| Kiev 2005                                                      | 23°                                           | 11                                            | 24°                                           | 4                                             | No participó                                  | No participó                                  | 21°                                           | 28                                            | 22°                                           | 18                                            |
| Atenas 2006                                                    | 22°                                           | 5                                             | 15°                                           | 36                                            | No participó                                  | No participó                                  | 21°                                           | 18                                            | 19°                                           | 25                                            |
| Helsinki 2007                                                  | 22°                                           | 19                                            | 19°                                           | 49                                            | No participó                                  | No participó                                  | 20°                                           | 43                                            | 23°                                           | 19                                            |
| introducción de dos semifinales                                |                                               |                                               |                                               |                                               |                                               |                                               |                                               |                                               |                                               |                                               |
| Belgrado 2008                                                  | 19°                                           | 47                                            | 23°                                           | 14                                            | No participó                                  | No participó                                  | 16°                                           | 55                                            | 25°                                           | 14                                            |
| Moscú 2009                                                     | 8°                                            | 107                                           | 20°                                           | 35                                            | No participó                                  | No participó                                  | 24°                                           | 23                                            | 5°                                            | 173                                           |
| Oslo 2010                                                      | 12°                                           | 82                                            | 1°                                            | 246                                           | No participó                                  | No participó                                  | 15°                                           | 68                                            | 25°                                           | 10                                            |
| Düsseldorf 2011                                                | 15°                                           | 82                                            | 10°                                           | 107                                           | 2°                                            | 189                                           | 23°                                           | 50                                            | 11°                                           | 100                                           |
| Bakú 2012                                                      | 22°                                           | 21                                            | 8°                                            | 110                                           | 9°                                            | 101                                           | 10°                                           | 97                                            | 25°                                           | 12                                            |
| Malmö 2013                                                     | 23°                                           | 14                                            | 21°                                           | 18                                            | 7°                                            | 126                                           | 25°                                           | 8                                             | 19°                                           | 23                                            |
| Copenhague 2014                                                | 26°                                           | 2                                             | 18°                                           | 39                                            | 21°                                           | 33                                            | 10º                                           | 74                                            | 17°                                           | 40                                            |
| Viena 2015                                                     | 25°                                           | 4                                             | 27°                                           | 0                                             | 3°                                            | 292                                           | 21°                                           | 15                                            | 24°                                           | 5                                             |
| nuevo sistema de votación (cambio respecto al de 1975 al 2015) |                                               |                                               |                                               |                                               |                                               |                                               |                                               |                                               |                                               |                                               |
| Estocolmo 2016                                                 | 6°                                            | 257                                           | 26°                                           | 11                                            | 16°                                           | 124                                           | 22°                                           | 77                                            | 24°                                           | 62                                            |
| Kiev 2017                                                      | 12°                                           | 135                                           | 25°                                           | 6                                             | 6°                                            | 334                                           | 26°                                           | 5                                             | 15°                                           | 111                                           |
| Lisboa 2018                                                    | 13º                                           | 173                                           | 4º                                            | 340                                           | 5º                                            | 308                                           | 23º                                           | 61                                            | 24º                                           | 48                                            |
| Tel Aviv 2019                                                  | 16º                                           | 105                                           | 25º                                           | 24                                            | 2°                                            | 472                                           | 22º                                           | 54                                            | 26°                                           | 11                                            |
| Róterdam 2020                                                  | Edición cancelada por la pandemia de COVID-19 | Edición cancelada por la pandemia de COVID-19 | Edición cancelada por la pandemia de COVID-19 | Edición cancelada por la pandemia de COVID-19 | Edición cancelada por la pandemia de COVID-19 | Edición cancelada por la pandemia de COVID-19 | Edición cancelada por la pandemia de COVID-19 | Edición cancelada por la pandemia de COVID-19 | Edición cancelada por la pandemia de COVID-19 | Edición cancelada por la pandemia de COVID-19 |
| Róterdam 2021                                                  | 2º                                            | 499                                           | 25º                                           | 3                                             | 1º                                            | 524                                           | 24º                                           | 6                                             | 26°                                           | 0                                             |
| Turín 2022                                                     | 24º                                           | 17                                            | 25°                                           | 6                                             | 6º                                            | 268                                           | 3º                                            | 459                                           | 2º                                            | 466                                           |
| Liverpool 2023                                                 | 16º                                           | 104                                           | 26°                                           | 18                                            | 4º                                            | 350                                           | 17º                                           | 100                                           | 25º                                           | 24                                            |
| Malmö 2024                                                     | 4º                                            | 445                                           | 12º                                           | 117                                           | 7º                                            | 268                                           | 22º                                           | 30                                            | 18º                                           | 46                                            |
| Basilea 2025                                                   | 7º                                            | 230                                           | 15º                                           | 151                                           | 5º                                            | 256                                           | 24º                                           | 37                                            | 19º                                           | 88                                            |